# Markarian 421
Pour les articles homonymes, voir Markarian.

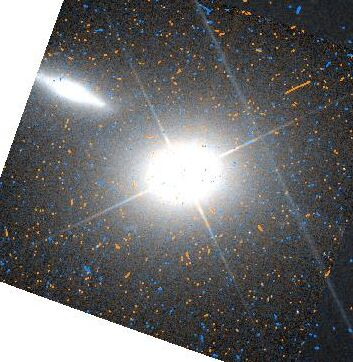
Markarian 421 et son compagnon.

Markarian 421 est un blazar situé dans la constellation de la Grande Ourse à 400 millions d'années-lumière environ. C'est une galaxie active, un objet BL Lacertae, et une intense source gamma. C'est un des blazars les plus près de la Terre et l'un des plus brillants (sa magnitude de 13,3 le rend accessible aux amateurs). C'est un objet très étudié par les astrophisiciens, on suppose qu'il renferme un trou noir supermassif, et qu'un compagnon galactique le fournit en gaz, gaz qui ensuite est éjecté sous forme de jets.
En 2023, plusieurs observations effectuées par NASA, utilisant le télescope Imaging X-ray Polarimetry Explorer (IXPE) en mai et juin 2022, ont révélé une découverte inattendue. Le jet de Markarian 421, extrêmement puissant, possède une structure hélicoïdale, qui ressemble à celle de l'ADN. Cette structure, de laquelle l'origine de la formation reste inconnue, accélère le jet avec sa force magnétique. Il est assez curieux que les rotations de jet observées en rayon X ne soient détectables ni en rayon optique ni en rayon infrarouge ni en onde radio,.